# Tietmaro di Merseburgo
Tietmaro di Merseburgo, chiamato anche Titmaro di Merseburgo (in tedesco Thietmar von Merseburg; 25 luglio 975 – Merseburg, 1º dicembre 1018), è stato uno storico e vescovo tedesco. Fu l'autore del Chronicon, una delle principali fonti dell'epoca ottoniana.

## Biografia

### La famiglia
Titmaro era il terzogenito di Sigfrido († 15 marzo 990), conte di Walbeck e di Cunigolda di Stade († 997). Gli altri suoi fratelli furono Enrico, successore del padre e fratello maggiore di Titmaro, Federico († 1018), burgravio di Magdeburgo e secondogenito, Sigfrido († 1032), quartogenito, abate di Berge dal 1009 al 1022 e poi vescovo di Münster dal 1022 al 1032 (fu a lui cui Titmaro dedicherà la sua Cronaca), Bruno († 1049), monaco di Corvey e abate di Berge dal 1025 e vescovo di Verden dal 1024 alla morte e Oda. Venne battezzato da Ildevardo, arcivescovo di Halberstadt e ricevette sempre da questo la cresima. Egli lo ignorava, ma era un discendente, da parte materna (più precisamente grazie alla moglie di suo nonno materno Enrico I, Giuditta di Wetterau), di Carlo Magno, appartenente alla nona generazione.
I suoi due bisnonni, Liutero conte di Stade e Liutero I conte di Walbeck, fondatore del monastero di Walbeck, morirono nella battaglia di Lenzen del 4 settembre 929, una battaglia in cui i sassoni riuscirono a battere gli slavi. Titmaro parla in modo più ampio del nonno materno Enrico I († 974), figlio di Liutero e imparentato con l'imperatore Ottone I: egli fu protetto dai suoi uomini da un agguato del duca di Sassonia Ermanno Billung teso nella cattedrale di Magdeburgo, retta dall'arcivescovo Adalberto, dove si stava svolgendo un'assemblea. Nonostante avesse tentato di catturarlo, il duca gli ordinò di recarsi a Roma presso l'imperatore e parente di Enrico Ottone I per pacificare i loro rapporti. Benché l'imperatore fosse adirato con il duca per avere usurpato le prerogative imperiali in quella parte della Germania, Enrico, in virtù della loro consanguineità e della sua abilità, riuscì a far sì che Ottone concedesse la grazia al duca, e venne ringraziato dall'imperatore per il suo lavoro con una collana d'oro. Sua figlia Ildegarda, zia di Titmaro, andò in sposa a Bernardo I Billung, figlio di Ermanno Billung, e ciò portò all'apogeo la dinastia degli Stade, essendo il ducato di Sassonia in precedenza un ducato appartenente alla famiglia imperiale. Moglie di Enrico I e madre di Ildegarda fu Giuditta, figlia di Udo I, conte di Rheingau e Watterau: Giuditta aveva diversi fratelli, tra cui Corrado I duca di Svevia e Eriberto di Wetterau. Udo I era figlio del duca di Lotaringia Gebeardo.
Il nonno paterno di Titmaro era Liutario II conte di Walbeck († 964), il quale partecipò ad una congiura nel 941 contro Ottone I e rischiò di essere decapitato una volta che questa venne scoperta. Tuttavia, i grandi di Germania riuscirono a convincere l'imperatore a fargli commutare la pena in un anno di carcere presso il margravio del Nordgau Bertoldo Babenberg († 990) in Baviera e alla requisizione delle sue proprietà, poi ridistribuite tra i fedeli imperiali; riuscì poi ad ottenere la grazia, e riacquisì le sue vecchie proprietà con del denaro e delle proprietà non sequestrate in precedenza. Egli fondò poi l'abbazia di Walbeck, traducibile in "Ruscello di bosco" (Waldibike in tedesco) e retta dal preposto Wilegiso per fare ammenda dei suoi peccati commessi con la congiura, cedendo al neonato monastero e ai suoi monaci un decimo delle sue proprietà; successivamente l'abbazia fu retta da Reginberto, poi vescovo di Oldenburg dal 992, poi da Teodorico e poi dallo stesso Titmaro. Oltre a Sigfrido, padre di Titmaro, Liutario II ebbe come figli Liutario († 1003), futuro margravio del Nordmark sassone a partire dal 985, il quale si sposò con Godila, figlia del conte Wirinario; essi ebbero come figli Wirinario, successore del padre nel margraviato, il quale sposò una figlia del margravio di Meißen Eccardo I il Grande. Un altro figlio di Liutario II fu Teodorico, che diventò chierico a Magdeburgo e nell'agosto 1012 entrò nella cappella regia di Enrico II; un'altra figlia fu Eila, che sposò il margravio del Nordgau bavarese Bertoldo, zio (o padre o fratello) del margravio dell'Österreich Leopoldo Babenberg.
Titmaro parla anche del padre Sigfrido: figlio di Liutario II e Matilde di Arneburg († 3 dicembre 991), egli nel 972 scese in battaglia a Zheden assieme al margravio della marca orientale sassone Oddone contro i polacchi di Miezsko I, ma i sassoni persero la battaglia. Nell'estate del 979, assieme al fratello e margravio Liutario, prese in custodia il conte nel Nortthuringa Geroldo, accusato da un certo Waldo e catturato a Sömmering, in attesa del duello tra l'accusatore e il rapito. Il duello fu vinto da Waldo, ma questo morì subito dopo improvvisamente (oppure colpito alle spalle): su decisione imperiale, venne quindi decapitato lo stesso giorno, l'11 agosto dello stesso anno. La figlia di quest'ultimo sposò Sigfrido II di Stade. Egli combatté di nuovo assieme al fratello e margravio Liutario in una coalizione di grandi di Germania nel 983 nella battaglia del Tanger contro gli slavi ribellatosi nel tentativo di fermare la loro avanzata, riuscendovi. Sigfrido successivamente fu un suddito fedele dell'imperatrice Teofano, all'epoca reggente per il figlio Ottone III; essi quindi probabilmente si legarono in un patto di amicitia informale. Su impulso di questa, scese in guerra, assieme ad altri grandi di Germania, nell'estate del 990 contro Boleslao II di Boemia per aiutare Miecislao I di Polonia, sostenuto dall'imperatrice, contro il quale aveva combattuto dodici anni prima. I tedeschi non scesero mai in battaglia: presso il villaggio di Seelpulo vennero intercettati dall'esercito boemo e entrambe le parti inviarono reciprocamente dei messaggeri. Essendo i tedeschi inferiori di numero e Boleslao non avendo interesse a inimicarsi i grandi di Germania, strinse un patto con loro: chi voleva poteva tornare a casa in pace, mentre chi voleva poteva seguirlo contro Miecislao I, contravvenendo quindi agli ordini dell'imperatrice (essendo anche il potere imperiale indebolito dalla reggenza). Sigfrido decise quindi di tornare indietro, non unendosi a Boleslao. Morì il 15 marzo 991, seguito il 3 dicembre dalla madre Matilde. Il fratello e margravio Liutario insidiò la vedova e madre di Titmaro Cunigolda più volte per ottenere l'eredità del fratello.

### L'educazione e l'abbazia di Walbeck
Tietmaro fu educato dapprima presso la prozia paterna Emnilda a Quedlinburg, poi da Ricdago, abate di Berge in Magdeburgo, restandovi dal 987 al 990, quando il padre, poco prima della sua morte, riuscì a collocarlo nel capitolo della cattedrale di Magdeburgo. Qua studiò nella scuola cattedrale, diretta dapprima da Eccardo il Rosso e successivamente da Geddo; ebbe come compagno di studi e amico Bruno il Giovane di Querfurt, futuro missionario e martire. Quest'ultimo era figlio del fratello di Matilde (nonna di Titmaro), il quale si chiamava Bruno il Vecchio di Querfurt. Titmaro quindi studiò sempre in Sassonia.
Il 23 giugno 994 i suoi zii materni Enrico, Udo e Sigfrido affrontarono dei pirati assieme al conte Etelgero e altri in battaglia. La battaglia venne persa dai sassoni ed Udo venne decapitato, mentre Enrico, il fratello Sigfrido e Etelgero vennero catturati dai pirati. Subito partì una "gara di solidarietà" dei sassoni per pagare il riscatto, riscatto pagato anche dal duca (e cognato in quanto aveva sposato Ildegarda di Stade) di Sassonia Bernardo I (egli si trovava nelle immediate vicinanze dello scontro e inviò subito dei messaggeri per intavolare le trattative) ma anche dall'imperatore.
Una volta che i pirati ricevettero buona parte del riscatto, permisero un "cambio degli ostaggi": Enrico fu sostituito dal suo unico figlio Sigfrido (III) e poi dai vassalli del conte di Stade Gervardo e Volframo, mentre al posto di Etelgero andò lo zio Teodorico e il figlio di sua zia Olaf. A tutti fu poi permesso di allontanarsi per riscuotere più velocemente il denaro del riscatto, privilegio garantito a tutti eccetto a Sigfrido II di Stade, che rimase l'unico ostaggio. Costui, essendo all'epoca ancora senza figli, chiese a Cunigonda di Stade di dare ai pirati uno dei suoi figli al suo posto: la madre quindi scelse di mandare Sigfrido, futuro vescovo di Münster come Sigfrido II, come sostituto, ma il suo abate Ricdago, abate di Berge, rifiutò di mettere Sigfrido nelle mani dei pirati in quanto monaco. Fu quindi scelto Tietmaro, il quale maestro non fece opposizione, il quale partì il 28 giugno.
La vicenda si concluse con la fuga di Sigfrido ma con la mutilazione di Sigfrido (III) e di altri ostaggi. Tietmaro poté quindi tornare indietro.
Titmaro divenne rettore dell'abbazia di Walbeck il 5 maggio 1002: come già scritto in precedenza, questo monastero era stato fondato dal nonno paterno Liutario e la famiglia paterna esercitava il controllo indiretto del monastero attraverso la successione in essa di membri della propri famiglia; egli ereditò la carica di rettore del monastero con la morte della madre, in quanto i suoi due fratelli maggiori detenevano già delle cariche. Egli ebbe frizioni con lo zio e margravio del Nordmark sassone Liutario, che impose il suo veto per la sua assunzione alla carica: Titmaro non fu appoggiato dai fratelli, ma egli raggiunse comunque con lo zio a un accordo pecuniario. Egli quindi prese possesso della carica in modo simoniaco, come lui stesso confessa, per quanto all'epoca e in quel luogo fosse un atto normale. Rimase rettore dell'abbazia fino al 1009, «per sette anni, tre settimane e tre giorni», come da lui stesso affermato. Durante questo periodo, suo fratello Federico gli chiese di far seppellire la moglie nell'abbazia della famiglia da lui retta; egli chiese si farla seppellire in una tomba specifica, la quale era però già occupata dal corpo di Willigiso, predecessore di Tietmaro. Dopo un primo rifiuto, acconsentì allo "scambio di bare", fatto di cui si pentì: egli infatti affermò che una notte sentì un forte rumore e vide il fantasma di Willigiso che gli disse che egli stava vangando per la Terra a causa sua.

### Vescovo
Titmaro fu vescovo di Merseburgo dal 29 aprile 1009. Succeduto a Wigberto grazie all'aiuto dell'arcivescovo di Magdeburgo Tagino, la sua diocesi era stata di recente ripristinata, essendo questa stata smembrata dalle diocesi vicine per volere del proprio vescovo Gisilero, il quale riuscì ad ottenere la carica di vescovo di Magdeburgo, da lui elevata poi ad arcidiocesi. La sua nomina fu un'eccezione, non avendo Tietmaro fatto parte della cappella regia del sovrano, centro del Reichskirchensystem. Egli risollevò le condizioni materiali della rinata diocesi, che risentiva inoltre ancora degli effetti della Slawenaufstand del 983. Questo suo lavoro è riscontrabile in diversi diplomi. La popolazione della sua diocesi era costituita da milzeni, dunque slavi, convertiti da qualche decennio. Egli è "accusato" dallo storico Helmut Lippelt di essersi poco curato della conversione degli slavi della sua diocesi, giudizio simile a quello dello storico David Fraesdrorff, il quale non lo ritiene essere un missionario: Tietmaro infatti afferma che solo dopo dieci anni dalla sua nomina a vescovo visitò quella parte della sua diocesi ad alta densità slava.

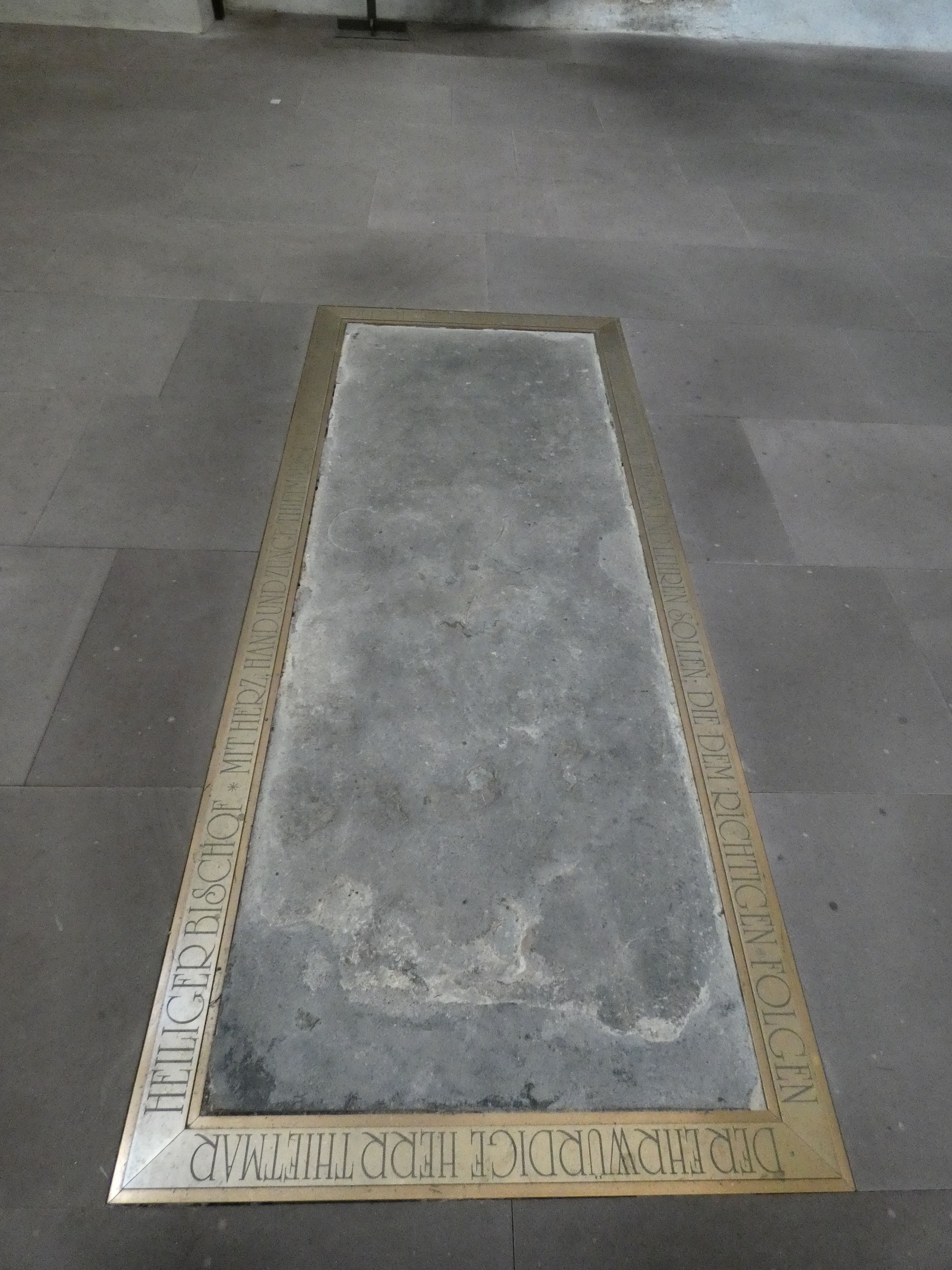
Tomba di Tietmaro nella cattedrale di Merseburgo.

Nel 1007 partecipò, assieme a Tagino, ad una spedizione reale contro Boleslao. Nell'estate del 1010 si recò a Belgern, città del margravio della marca orientale sassone Gerone II nei pressi del fiume Elba ed uno dei pochi guadi sicuri per raggiungere le marche orientali, dove si era riunito l'esercito regio di Enrico II (non era ancora imperatore) per la spedizione contro Boleslao I di Polonia. Questo fu uno degli uomini cui Titmaro dedica maggior spazio nella sua cronaca essendo la sua diocesi localizzata al confine del regno germanico con il giovane ente territoriale polacco. Il re, preso da un malore durante la spedizione, si recò a Merseburgo per riprendersi. Enrico II si recò spesso a Merseburgo anche successivamente, affermando quindi la città come meta fissa degli itinerari regi. Titmaro partecipò al sinodo nella cattedrale di Bamberga del 1012, tenutasi nello stesso giorno dell'inaugurazione dell'edificio e del compleanno di Enrico II, il 6 maggio, e simbolo della opera riformatrice enriciana. Sempre nel 1012, ricostruì, assieme ad altri, il borgo di Liubusua, distrutta nel 932, e sorvegliò Meißen assieme ai suoi uomini.
Una volta, trascurando dei suoi doveri sanciti con il concilio di Dortmund del 7 luglio 1005, non andò a confortare con la preghiera Richerio, sacerdote di Magdeburgo, in procinto di morire: Tietmaro rimandò la visita al morente al giorno seguente al suo arrivo in città e questo morì prima che il vescovo di Merseburgo lo visitasse. Pochi giorni la sepoltura di Richerio, questo comparve in sogno a Tietmaro, ammonendolo per la sua negligenza. Tietmaro approfittò dell'occasione per chiedere come stavano i suoi genitori: egli rispose che stavano bene, aggiungendo però che la madre lo avvisava che sarebbe morto un lunedì o un giovedì; effettivamente Tietmaro morì lunedì  1º dicembre 1018, e venne sepolto nella cattedrale di Merseburgo.

## La Cronaca di Tietmaro

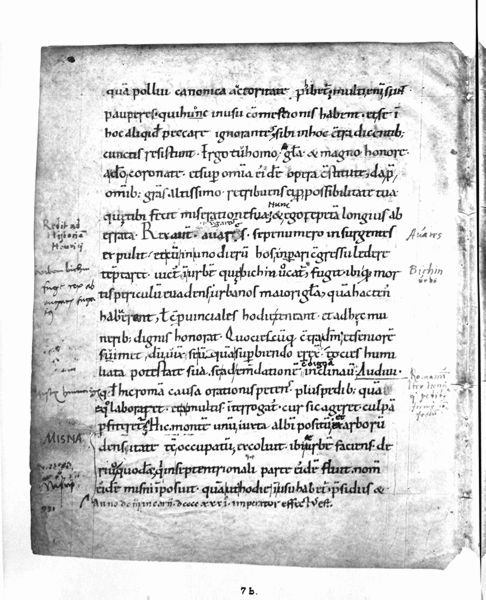
Pagina della Cronaca di Tietmaro

Tra 1012 e 1018 Tietmaro scrisse, con l'aiuto di otto scribi, un Chronicon ("Cronaca") in otto libri, che trattano della storia della dinastia sassone e del periodo che va dal 908 al 1018, anno della morte di Tietmaro. Egli nel prologo, dedica l'opera al fratello Sigfrido e afferma di voler parlare de «la vita e i costumi dei pii re di Sassonia». L'ambito territoriale della cronaca resterà principalmente sassone, parlando tuttalpiù della restante Germania e quasi nulla dell'ambito italiano: egli quindi si focalizza, specie con gli ultimi quattro libri, delle spedizioni del regno contro gli slavi, a lui confinanti.
I primi tre libri riguardano i regni di Enrico I e dei primi due imperatori Ottone aventi come fonti gli Annali di Quedlinburg, Vitichindo di Corvey e altre fonti orali tra cui i racconti della sua famiglia, i quali, assieme alle sue gesta, costellano anche altre parti della Cronaca. Il quarto libro riguarda l'imperatore Ottone III, scritto in modo diretto e originale. Gli altri quattro libri riguardano i fatti del regno di Enrico II, da lui vissuti in prima persona, fino all'anno 1018, anno della sua morte. Se i primi libri sono brevi e possiedono meno informazioni rispetto alle fonti usate da Titmaro, i libri che parlano di Enrico II sono di gran lunga più lunghi e densi di informazioni, essendo scritto da Titmaro in una posizione privilegiata, essendo lui non solo vescovo durante il regno di Enrico e in una diocesi in cui l'imperatore veniva spesso, ma anche la sua diocesi situata nei pressi dei confini con gli slavi, contro cui Enrico profuse buona parte della sua attenzione e forze.
Il manoscritto rimase nella biblioteca della cattedrale fino al 1091, anno in cui il vescovo Guarniero/Werner (1059-1093) lo donò al monastero di San Pietro, fondato da lui stesso e localizzato poco fuori le mura di Altenburg. Verso il 1060 il manoscritto (ms. D) venne imprestato al monastero di Corvey e copiato; esso però aggiunse alcune cose (ms. B). È però possibile che esso sia stato modificato precedentemente da Sigfrido, fratello di Tietmaro e monaco a Corvey a cui è dedicato l'opera. Il manoscritto venne quindi restituito al monastero di San Pietro e rimase lì fino al XVI secolo. Esso venne consultato da Spalatino e Melantone. Il manoscritto perse 15 dei 207 fogli prima del suo editio princeps del 1580. Il manoscritto giunse quindi a Dresda dopo alcune peripezie dopo l'abolizione del monastero di San Pietro del 1562 nel contesto della Riforma. Il manoscritto subì pesantissimi danni a causa del bombardamento di Dresda durante la seconda guerra mondiale, ma ciò non ebbe conseguenze gravi sugli studi della Cronaca, essendo stata fotografata nel 1905.

## Ascendenza
|                                          |          |                     | Genitori                |  |  | Nonni       |  |  | Bisnonni  |  |
|                                          |          |                     |                         |  |  | Liutario II |  |  | Liutero I |  |
|                                          |          |                     |                         |  |  | Liutario II |  |  | Liutero I |  |
|                                          |          | ?                   |                         |  |  | Liutario II |  |  |           |  |
| Famiglia dei conti di Walbeck Sigfrido I |          |                     |                         |  |  | Liutario II |  |  |           |  |
|                                          |          | Matilde di Arneburg | Bruno di Querfurt       |  |  |             |  |  |           |  |
|                                          |          | Matilde di Arneburg | Bruno di Querfurt       |  |  |             |  |  |           |  |
|                                          |          | Matilde di Arneburg | ?                       |  |  |             |  |  |           |  |
| Titmaro di Merseburgo                    |          | Matilde di Arneburg |                         |  |  |             |  |  |           |  |
|                                          | Enrico I | Liutero II          |                         |  |  |             |  |  |           |  |
|                                          | Enrico I | Liutero II          |                         |  |  |             |  |  |           |  |
|                                          | Enrico I | Swanehild           |                         |  |  |             |  |  |           |  |
| Famiglia dei conti di Stade Cunigolda    | Enrico I |                     |                         |  |  |             |  |  |           |  |
|                                          |          | Giuditta            | Conte di Rheingau Udo I |  |  |             |  |  |           |  |
|                                          |          | Giuditta            | Conte di Rheingau Udo I |  |  |             |  |  |           |  |
|                                          |          | Giuditta            | Cunegonda (?)           |  |  |             |  |  |           |  |
|                                          |          | Giuditta            |                         |  |  |             |  |  |           |  |